# Сен-Нікола-дю-Боск
Сен-Нікола́-дю-Боск (фр. Saint-Nicolas-du-Bosc) — колишній муніципалітет у Франції, у регіоні Нормандія, департамент Ер. Населення — 272 осіб (2011).
Муніципалітет був розташований на відстані близько 115 км на захід від Парижа, 31 км на південний захід від Руана, 30 км на північний захід від Евре.

## Історія
До 2015 року муніципалітет перебував у складі регіону Верхня Нормандія. Від 1 січня 2016 року належав до нового об'єднаного регіону Нормандія.
1 січня 2016 року Сен-Нікола-дю-Боск і Ле-Гро-Тей було об'єднано в новий муніципалітет Ле-Боск-дю-Тей.

## Демографія
Динаміка населення (INSEE ):
Розподіл населення за віком та статтю (2006):
| Стать | Всього | До 15 років | 15-24 | 25-44 | 45-64 | 65-85 | Понад 85 |
| --- | ------ | ----------- | ----- | ----- | ----- | ----- | -------- |
| Чоловіки | 124    | 16          | 8     | 48    | 32    | 20    | 0        |
| Жінки | 148    | 24          | 8     | 36    | 60    | 20    | 0        |
| \| Статево-вікова піраміда \| Статево-вікова піраміда \| Статево-вікова піраміда \| \| ----------------------- \| ----------------------- \| ----------------------- \| \| Чоловіки \| Вік \| Жінки \| \| 0 \| 85 + \| 0 \| \| 4 \| 80-84 \| 8 \| \| 0 \| 75-79 \| 4 \| \| 8 \| 70-74 \| 0 \| \| 8 \| 65-69 \| 8 \| \| 4 \| 60-64 \| 8 \| \| 8 \| 55-59 \| 16 \| \| 8 \| 50-54 \| 12 \| \| 12 \| 45-49 \| 24 \| \| 20 \| 40-44 \| 16 \| \| 12 \| 35-39 \| 0 \| \| 12 \| 30-34 \| 12 \| \| 4 \| 25-29 \| 8 \| \| 8 \| 20-24 \| 8 \| \| 0 \| 15-20 \| 0 \| \| 4 \| 10-14 \| 4 \| \| 8 \| 5-9 \| 4 \| \| 4 \| 0-4 \| 16 \| |        |             |       |       |       |       |          |
| Статево-вікова піраміда |        |             |       |       |       |       |          |
| Чоловіки | Вік    | Жінки       |       |       |       |       |          |
| 0 | 85 +   | 0           |       |       |       |       |          |
| 4 | 80-84  | 8           |       |       |       |       |          |
| 0 | 75-79  | 4           |       |       |       |       |          |
| 8 | 70-74  | 0           |       |       |       |       |          |
| 8 | 65-69  | 8           |       |       |       |       |          |
| 4 | 60-64  | 8           |       |       |       |       |          |
| 8 | 55-59  | 16          |       |       |       |       |          |
| 8 | 50-54  | 12          |       |       |       |       |          |
| 12 | 45-49  | 24          |       |       |       |       |          |
| 20 | 40-44  | 16          |       |       |       |       |          |
| 12 | 35-39  | 0           |       |       |       |       |          |
| 12 | 30-34  | 12          |       |       |       |       |          |
| 4 | 25-29  | 8           |       |       |       |       |          |
| 8 | 20-24  | 8           |       |       |       |       |          |
| 0 | 15-20  | 0           |       |       |       |       |          |
| 4 | 10-14  | 4           |       |       |       |       |          |
| 8 | 5-9    | 4           |       |       |       |       |          |
| 4 | 0-4    | 16          |       |       |       |       |          |

## Економіка
2010 року серед 192 осіб працездатного віку (15—64 років) 145 були активними, 47 — неактивними (показник активності 75,5%, у 1999 році було 70,7%). З 145 активних мешканців працювало 129 осіб (71 чоловік та 58 жінок), безробітними було 16 (9 чоловіків та 7 жінок). Серед 47 неактивних 11 осіб було учнями чи студентами, 26 — пенсіонерами, 10 були неактивними з інших причин.

У 2010 році в муніципалітеті числилось 118 оподаткованих домогосподарств, у яких проживали 290,0 особи, медіана доходів виносила 22 952 євро на одного особоспоживача